# Фабрика «А. Я. Коп»
Фабрика «А. Я. Коп» (нім. A.J Koop або a.j. koop fabriken landwirtschaftlicher maschinen alexandrowsk ) - одна з найбільших фабрик сільськогосподарської техніки що колись існувала в Олександрівську. Була заснована промисловцем німцем менонітом Абрахамом Копом. Фабрика займалась виготовленням сільськогосподарських машин і знарядь, млинових механізмів, нафтових двигунів, чавуну. 

## Історія
У 1864 році Абрахам Коп відкрив свою першу фабрику з виготовлення сільськогосподарських машин. Спочатку це була маленька майстерня по виробництву соломорізок, де крім самого Копа працювали лише двоє робітників. Пізніше її розвиток перевершив усі очікування. Найбільші фабрики знаходилися в Олександрівську, Верхній Хортиці, Шенвізе, Ейнлаге. А їхня загальна вартість оцінювалася більш ніж у 10 мільйонів рублів. 
У 1874 р. Коп побудує собі ливарний цех, а 1877 р. розширив його. У 1888 році він побудував у Шенвізі філію з виробництва твердої сталі. 
На 1910 р.13 заводів у Хортиці і Шенвіз об'єдналися в одне «Товариство А. Коппа» на чолі з самим А. Я. Копом найбільше свого роду у всій Російській імперії,  з річним обсягом промислової продукції на суму 1,5 млн. руб. Для виробництва сільськогосподарських машин використовувалася велика кількість матеріалів із ковкого чавуну, що ввозився з-за кордону. Проблему було вирішено з відкриттям у 1907 в Шенвізе заводу ковкого чавуну Коппа і Гелькера, який повністю задовольнив потреби заводів Коппа (в Олександрівську, Хортиці, Кічкасі).
Станом 1913 р. утворено акціонерне товариство «Урожай» під керівництвом трьох впливових бізнесменів: Абрама Дж. Купа (Олександрівськ), Дж. Хена (Одеса) та Ельворті (Єлисаветград). Цей синдикат контролює продаж сільгосптехніки в Російській імперії та за кордоном.
Після початку Першої світової війни У 1916 р. три завода в Шенвізе: "AJ Koop", "Lepp & Wallmann" та "Hildebrand & Pries" об'єднались в одне підприємство. Підписавши низку угод з петербурзьким головним артилерійським комітетом та катеринославським військовим комітетом про виробництво снарядів різних типів і до 1918 року заводи Абрагама Коопа 90 відсотків своєї продукції випускали для потреб армії. Завод землеробних машин і знарядь товариства Я. Копа в Олександрівську тільки протягом 1916 виробив для армії 316 бомбометів. На підприємствах міста працювали жінки, підлітки, діти. 
Після громадянської війни в Росії та приходу до влади більшовиків, рішенням Українського бюро Вищої ради народного господарства в к. 1920 всі олександрівські підприємства сільськогосподарського машинобудування були націоналізовані. Разом з ними, у тому числі усі підприємства А. Я. Копа, також були націоналізовані. Вони отримали відповідно нові назви – «Коп» – «№ 3», «Коп і Гелькер» – «№ 13». Пізніше, в 1921 році, об'єднаному підприємству було надано назву «Комунар». З 1924 його перейменовано на завод «Запоріжкабель» ім. Ф. Енгельса.

## Продукція
| Назва | Рік заснування | Об'єм виробництва на 1897 рік, тис. руб | Об'єм виробництва на 1900 рік, тис. руб. | Об'єм виробництва на 1902 рік, тис. руб. |
| --- | -------------- | --------------------------------------- | ---------------------------------------- | ---------------------------------------- |
| Завод землеробських знарядь А. Копа в Шенвізе Виробляв 4 тис. жниварок та налічував 270 працівників (1905) | 1888           | 135                                     | 150                                      | 205                                      |

За півстолітню роботу заводами Товариства А.Я. Копа було випущено 166600 машин для сільського господарства. За багатством обладнання, організацією праці та якістю продукції заводи були зразковими підприємствами великого сучасного виробництва початку ХХ століття.
| Назва          | Чистий прибуток у рублях | Кількість робітників | Розташування |
| -------------- | ------------------------ | -------------------- | ------------ |
| AJ Koop        | 610 000                  | 376                  | Хортиця      |
| Ливарний завод | 100 000                  |                      | Шенвізе      |

1. ↑  Industrie | Chortitza. chortitza.org. Процитовано 26 лютого 2023.
2. 1 2  Wayback Machine (PDF). web.archive.org. 15 травня 2017. Архів оригіналу (PDF) за 15 травня 2017. Процитовано 26 лютого 2023.
3. ↑  Industrie | Chortitza. chortitza.org. Процитовано 26 лютого 2023.
4. ↑  НЭБ - Национальная электронная библиотека. rusneb.ru - Национальная электронная библиотека (англ.). Процитовано 26 лютого 2023.
5. ↑  Zemledelʹcheskai︠a︡ gazeta (Земледельческая газета) 1905.11.28 — Газеты Российской Империи. gpa.eastview.com. Процитовано 26 лютого 2023.
6. ↑  Unternehmen | Chortitza. chortitza.org. Процитовано 26 лютого 2023.